# Confusion is Sex
A Confusion is Sex a Sonic Youth 1983-ban megjelent bemutatkozó albuma. A DGC kiadó 1995-ben újra kiadta az albumot, melyhez a Kill Yr Idols-ból további számokat adott. Az albumon hallható a The Stooges I Wanna Be Your Dog című koncertfelvétele is. A borítón Kim Gordon basszusgitáros és Thurston Moore gitáros rajza látható. Ugyanez a rajz volt látható a zenekar korábbi pályája során megjelent posztereken is.
A Confusion is Sex a Sonic Youth egyetlen olyan albuma, melyen Lee Ranaldo gitáros basszusgitáron játszik, elsősorban a Protect Me You című dalban.
Az albumot Wharton Tiers vette fel saját, Chelsea-beli stúdiójában, melyet annak az épületnek az alagsorában rendezett be, melynek felügyelője volt. A dalok többségét Jim Sclavunos dobos rövid, zenekarbeli közreműködése alatt vették fel, az album számainak többségén ő játszik a dobon. Mivel Sclavunos nem volt megelégedve a nem hagyományos Tiers stúdió működésével, továbbá a zenekar többi tagjával sem találta meg a zenei hangot, elbocsátották, helyére Bob Bertet vették fel, aki a Making The Nature Scene című számban dobol. Bert az albumon ebben a számban, valamint az I Wanna Be Your Dog című szám élő felvételén játszik.
Az album jellegzetessége az óraütésre és harangokra hasonlító gitárhang. Ezt a hangzást a fogólap és a húrok közé dugott csavarhúzóval érték el. Említésre méltó a Protect Me You című szám, melyben Ranaldo és Moore ezt a technikát alkalmazza.

## Az album dalai

### Eredeti kiadás (1983)
1. (She's in a) Bad Mood
2. Protect Me You
3. Freezer Burn / I Wanna Be Your Dog
4. Shaking Hell
5. Inhuman
6. The World Looks Red
7. Confusion Is Next
8. Makin the Nature Scene
9. Lee is Free (instrumental)

### Bónusz dalok (1995)
1. Kill Yr. Idols
2. Brother James
3. Early American
4. Shaking Hell (live)